# Steirastoma histrionicum
Steirastoma histrionicum es una especie de escarabajo del género Steirastoma, familia Cerambycidae. Fue descrita científicamente por White en 1855.
Se distribuye por Brasil, Colombia, Costa Rica, Ecuador, Guatemala, Honduras, Jamaica, México, Nicaragua, Panamá, Puerto Rico y Venezuela. Posee una longitud corporal de 18-27 milímetros. El período de vuelo de esta especie ocurre en todos los meses del año, excepto en julio, septiembre y octubre.
La dieta de Steirastoma histrionicum comprende plantas de la familia Bombacaceae y Sterculioideae, entre ellas, la especie Ceiba pentandra, Pachira quinata, Sterculia apetala, entre otras.